# Сергій Діхтяр
Сергій Діхтяр (нар. 26 серпня 1973, УРСР) — український футболіст та тренер, півзахисник. Протягом усієї професіональної кар'єри виступав в Німеччині, зараз тренує нижчоліговий німецький клуб «Барвер».

## Клубна кар'єра
Вихованець київського «Динамо». У 1992 році потрапив до молодіжної академії у Веттрінгені (Мюнстерланд), очолювану Клаусем Фіхтелем (у той час за сумісництвом він також очолював і молодіжний склад «Шальке 04»). Після перегляду «Шальке» підписав контракт з молодим українцем. Як і в молодіжній, так і в першій команді мав постійні конфлікти з Клаусом Фіхтелем та Клаусом Фішером, які постійно звинувачували його в недисциплінованості. Незважаючи на ці проблеми Сергій зумів дебютувати в Бундеслізі в останньому турі сезону 1993/94 років. У сезоні 1994/95 років Діхтяр нарешті дебютував у стартовому складі «Шальке» в поєдинку Другої Бундесліги (1 вересня 1994 року) проти Мюнхена 1860, в якому українець відзначився голом і приніс перемогу своїй команді з рахунком 1:0. Олаф Тон похвалив Сергія після гри й зазначив: «Він нагадав мені про мої старі часи». Тим не менше, через постійні проблеми з дисципліною та серйозну травму (перелом малої гомілкової кістки) в «Шальке» перестали розраховувати на Сергія.
Після 13 матчів у Бундеслізі сезон 1995/96 років розпочав в аматорській команді «Шальке» й, зрештою, перейшов до «Ваттеншайд 09» з Регіоналліги Захід/Південний-Захід. У цьому колективі Сергій знову став основним гравцем, допоміг команді вийти до Другої Бундесліги, де виступав у сезоні 1998/99 років.
У сезоні 2000/01 років Діхтяр перейшов до «Саарбрюкена», який щойно повернувся до Другої Бундесліги. Проте тепер українець вже став резервістом. Зігравши 20 матчів у футболці «Саарбрюкена» під час зимової перерви сезону 2001/02 років перейшов до складу «Ваттеншайд 09», який виступав у Регіоналлізі Північ. У 2003 році перейшов до представника Оберліги Схід «Меппен», а через рік підсилив їх суперника — «Клоппенбург». У цій команді відіграв 5 років та провів 86 поєдинків, після чого 2009 року Сергій опинився в клубі «Реден» з Оберліги Схід, якому в 2012 році допоміг завоювати путівку до Регіоналліги Північ.

## Кар'єра в збірній
Залучався до матчів юнацьких збірних України U-16 та U-17. Також провів 2 поєдинки у футболці молодіжної збірної України.

## Кар'єра тренера
У 2012 році перейшов до клубу Крейсліги Схід «Барвер», з 2013 року й до завершення сезону 2014/15 років був граючим головним тренером клубу. З 2015 року сконцентрувався на тренерській діяльності.

## Досягнення
- Бундесліга Німеччини
  -  Бронзовий призер (1): 1996